# Goodia thia
Goodia thia är en fjärilsart som beskrevs av Jordan 1922. Goodia thia ingår i släktet Goodia och familjen påfågelsspinnare. Inga underarter finns listade i Catalogue of Life.